# Sinovac Biotech
Sinovac Biotech Ltd. är ett kinesiskt läkemedelsföretag, som sedan 2010 är noterat på Nasdaq-börsen i New York i USA.
Sinovac har huvudkontor och produktion av hepatit- och influensavaccin i Peking. 
Det har också en fabrik i Dalian med produktion av påssjukevaccin och en i Tangshan, 150 kilometer öster om Peking, för rabiesvaccin för djur. 
Sinovac köpte 2004 vaccinföretaget Tangshan Yian Biological Engineering i Tangshan.

## Vaccin mot covid-19
Sinovac har sedan slutet av januari 2020 utvecklat en Covid-19-vaccinkandidat benämnd CoronaVac, och genomfört kliniska fas 2-tester för denna. Det är ett vaccin framställt enligt traditionell metod på inaktiverat virus. Företaget har överenskommit med den brasilianska vaccintillverkaren Instituto Butantan i São Paulo om att genomföra en fas 3-test i Brasilien.
Sinovac har informerat om att företaget under 2020 avser att färdigställa en vaccinfabrik i Kina med en årskapacitet på 100 miljoner doser.
Sinovac är den största leverantören av vaccin till länder som bl.a. Chile och Paraguay.